# Georg Christopher von Schlippenbach

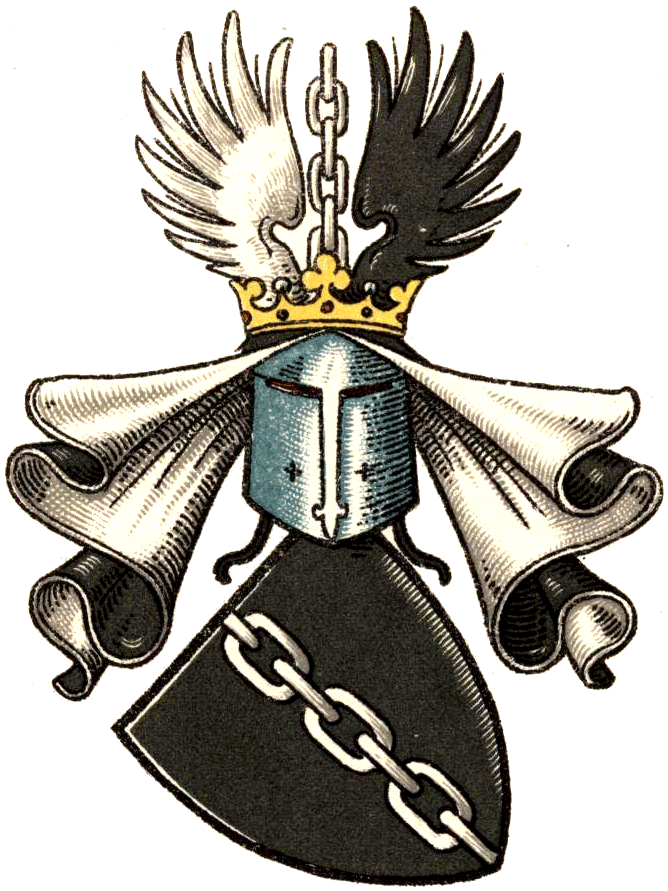
Stammwappen derer von Schlippenbach

Georg Christopher von Schlippenbach (* 1645; † 5. Oktober 1717) war Landmarschall im Herzogtum Kurland und Semgallen, Mitglied im Oberrat und Oberburggraf von Mitau. Er stammte aus dem alten westfälischen Adelsgeschlecht von Schlippenbach, welches sich auch in Preußen, Schweden, Pommern und im Baltikum ausgebreitet hatte.

## Leben
Seine Eltern waren Christoph I. Freiherr von Schlippenbach (* 1611, † 29. September 1668) und Margarethe von Fölckersam († 1658), die er in zweiter Ehe geheiratet hatte. In erster Ehe war sein Vater mit Anna Maria von Manteuffel genannt Szöge-Katzdaugen verheiratet, aus dieser Ehe ging Christoph Karl von Schlippenbach (* 1. Januar 1624, † 27. Januar 1660) hervor.
Georg Christopher wurde 1645 geboren, im Jahre 1661 zog er mit dem deutschen Mediziner Johann Jacob Döbel (1640–1684) an die Jesuitenschule in Wilna und führte mit ihm ausgedehnte Reisen durch die Ostseeprovinzen durch, danach kehrte er in das Herzogtum Kurland zurück. Hier widmete er sich unter Herzog Friedrich Wilhelm Kettler (1698–1711) der Landespolitik im Herzogtum Kurland und Semgallen. Von 1710 bis 1711 war er Landmarschall und wurde 1711 zum Oberburggrafen in Mitau berufen. Damit war er Mitglied im Oberrat des Herzoges. Er wurde am 13. Mai 1710 mit dem Orden „de la reconnaissance“, der von Herzog Friedrich Wilhelm gestiftet worden war, ausgezeichnet.
Georg Christopher heiratet Magdalena Elisabeth von Buddenbrock, ihr einziger Sohn Carl Christoph von Schlippenbach († 27. September 1734) war Freiherr und Erbherr von Sahlingen. Ihre Tochter war Beate Elisabeth († 1745).